# Patu jiangzhou
Espèce
Patu jiangzhou est une espèce d'araignées aranéomorphes de la famille des Symphytognathidae.

## Distribution
Cette espèce est endémique du Guangxi en Chine,. Elle se rencontre dans le xian de Fengshan.

## Description
La femelle holotype mesure 0,60 mm.

## Étymologie
Son nom d'espèce lui a été donné en référence au lieu de sa découverte, Jiangzhou.

## Publication originale
- Li, Li & Lin, 2021 : « Taxonomic study on fourteen symphytognathid species from Asia (Araneae, Symphytognathidae). » ZooKeys, no 1072, p. 1-47 (texte intégral).